# Grandi Compagnie

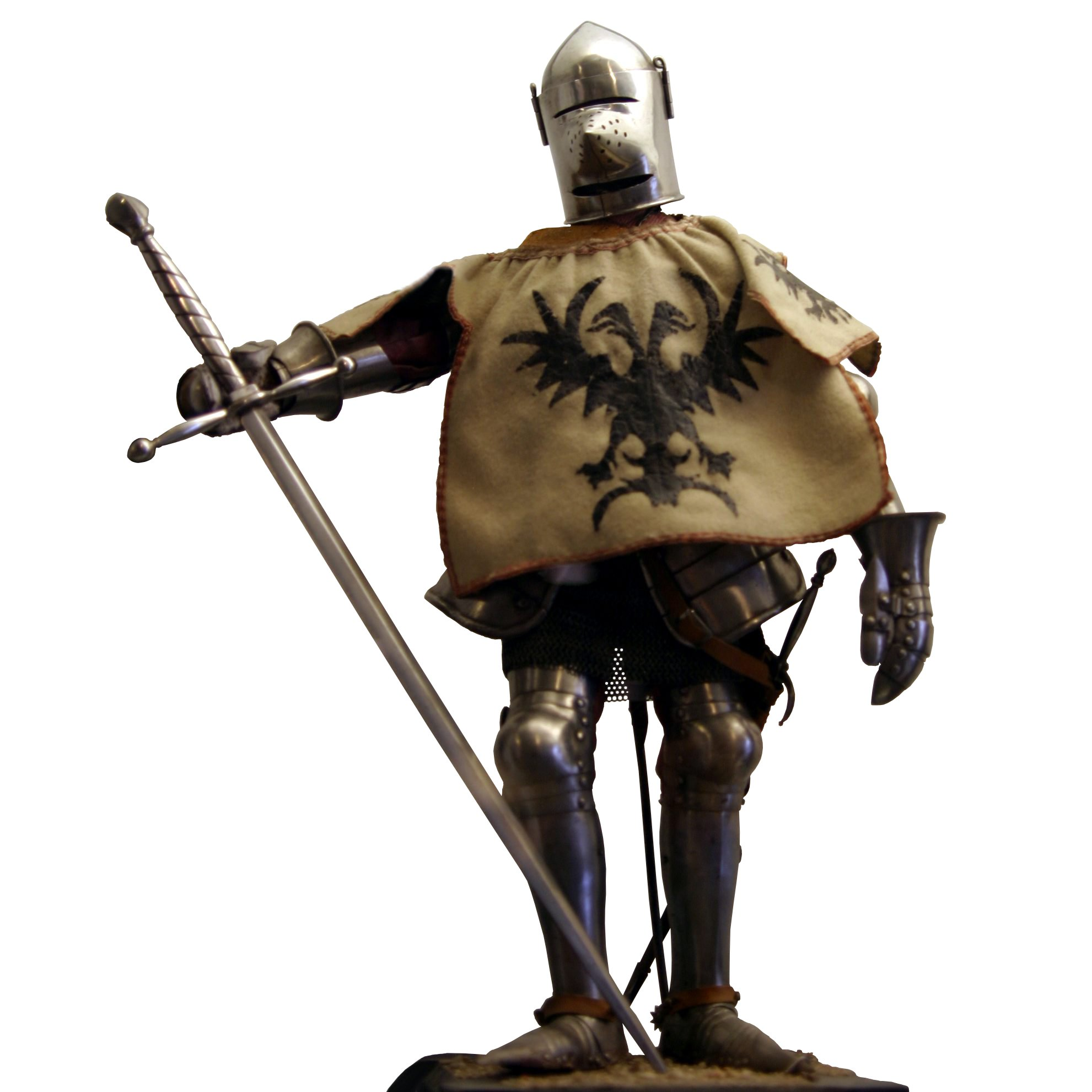
Soldato delle Grandi Compagnie col blasone di Bertrand du Guesclin

Per Grandi Compagnie (in francese Grandes Compagnies) si intendono quelle bande di mercenari smobilitati e di predoni che, nei periodi di tregua, essendo senza paga, si dedicavano al saccheggio e alla rapina. Il fenomeno raggiunse l'acme nei secoli XIV e XV, durante la guerra dei cent'anni, ma coinvolse tutto il periodo medievale per poi continuare nei secoli successivi (e in particolare durante la guerra dei trent'anni in Germania).

## Descrizione
Se la guerra del pieno Medioevo (secoli X - XIII) fu caratterizzata dalla mobilitazione di una piccola parte della popolazione, poiché consistente in prevalenza in uno scontro tra i cavalieri di signori feudali nemici, col passare del tempo si ricorse sempre con più frequenza al mercenariato. Già in passato la Francia era stata colpita duramente da soldataglie raccogliticce e vaganti dedite al saccheggio, ai pogrom e alla caccia agli eretici. Si trattava, tuttavia, di gruppi di fanatici facilmente contenibili (almeno il più delle volte) da parte degli eserciti regolari. Altre volte, invece, si trattava di gruppi meglio organizzati formati da cavalieri sbandati, banditi e veterani senza paga che praticavano scorribande per sostentarsi e per arricchirsi.
Per risolvere il problema, nei vari secoli si ricorse generalmente a due sistemi: o si ricorreva all'impiego di queste forze nei conflitti (cosa che accadde nel corso della guerra civile castigliana, quando la Francia, per sbarazzarsi di queste orde che mettevano a ferro e fuoco le sue campagne decise di inviarle in Castiglia per tenerle impegnate) oppure le si affrontava con gli eserciti regolari. Questa seconda soluzione, tuttavia, era poco impiegata, poiché le Grandi Compagnie erano comunque composte da combattenti esperti che avrebbero in ogni caso potuto dare filo da torcere alle truppe degli Stati, solitamente feudali o, peggio, raccolte con una veloce adunata della popolazione civile.

### Principali capi delle Grandi Compagnie
- Arnaud de Cervole, detto anche l'Arciprete.
- Bétucat d'Albret
- Bernard de la Salle
- Hugh Calveley
- Robert Knolles
- John Creswell

## Elenco di Grandi Compagnie
| Compagnia                      | Data di fondazione | Capi                                                  | Note             |
| ------------------------------ | ------------------ | ----------------------------------------------------- | ---------------- |
| Compagnia Catalana             | 1302               | Roger de Flor; Bernat de Rocafort                     | Sciolta, 1390    |
| Compagnia navarrese            | c.1360             | Mahiot di Coquerel; Pietro Bordo di San Superano      | Sciolta, c.1390? |
| Grande Compagnia               | 1342               | Werner von Urslingen; Fra' Moriale; Konrad von Landau | Sciolta, 1363    |
| Compagnia di San Giorgio (I)   | 1339               | Lodrisio Visconti                                     | Sciolta, 1339    |
| Compagnia di San Giorgio (II)  | 1365               | Ambrogio Visconti                                     | Sciolta, 1374    |
| Compagnia di San Giorgio (III) | 1377               | Alberico da Barbiano                                  | Solo italiani    |
| Compagnia Bianca               | c.1360             | Alberto Sterz; John Hawkwood                          | Sciolta, c.1390  |
| Compagnia del Cappelletto      | 1362               | Niccolò da Montefeltro                                | Sciolta, 1365    |
| Compagnia della Stella (I)     | 1364               | Anichino di Bongardo; Alberto Sterz                   | Sciolta, 1366    |
| Compagnia della Stella (II)    | 1379               | Astorre I Manfredi                                    | Sciolta, 1379    |
| Compagnia dei Bretoni          | c.1375             | Jean Malestroit                                       |                  |
| Company of the Hook            | 1380               | Villanozzo da Brumfort; Alberico da Barbiano          |                  |
| Compagnia della Rosa           | 1398               | Giovanni da Buscareto; Bartolomeo Gonzaga             | Sciolta, 1410    |